# ویلیام پار
ویلیام پار (انگلیسی: William Parr؛ ۱۹۱۶ – ۸ مارس ۱۹۴۲ (۲۶ سال)) بازیکن فوتبال اهل بریتانیا بود.
از باشگاه‌هایی که در آن بازی کرده‌است می‌توان به باشگاه فوتبال بلکپول، باشگاه فوتبال آرسنال، و باشگاه فوتبال ویلدستون اشاره کرد.
وی همچنین در تیم ملی فوتبال آماتور انگلستان بازی کرده‌است.